# Emma Sparre
Emma Josepha Sparre, geborene Munktell, (* 29. Juni 1851 in Grycksbo, Gemeinde Kopparberg, Dalarna, Schweden; † 8. September 1913 in Rättvik) war eine schwedische Malerin und Dichterin.

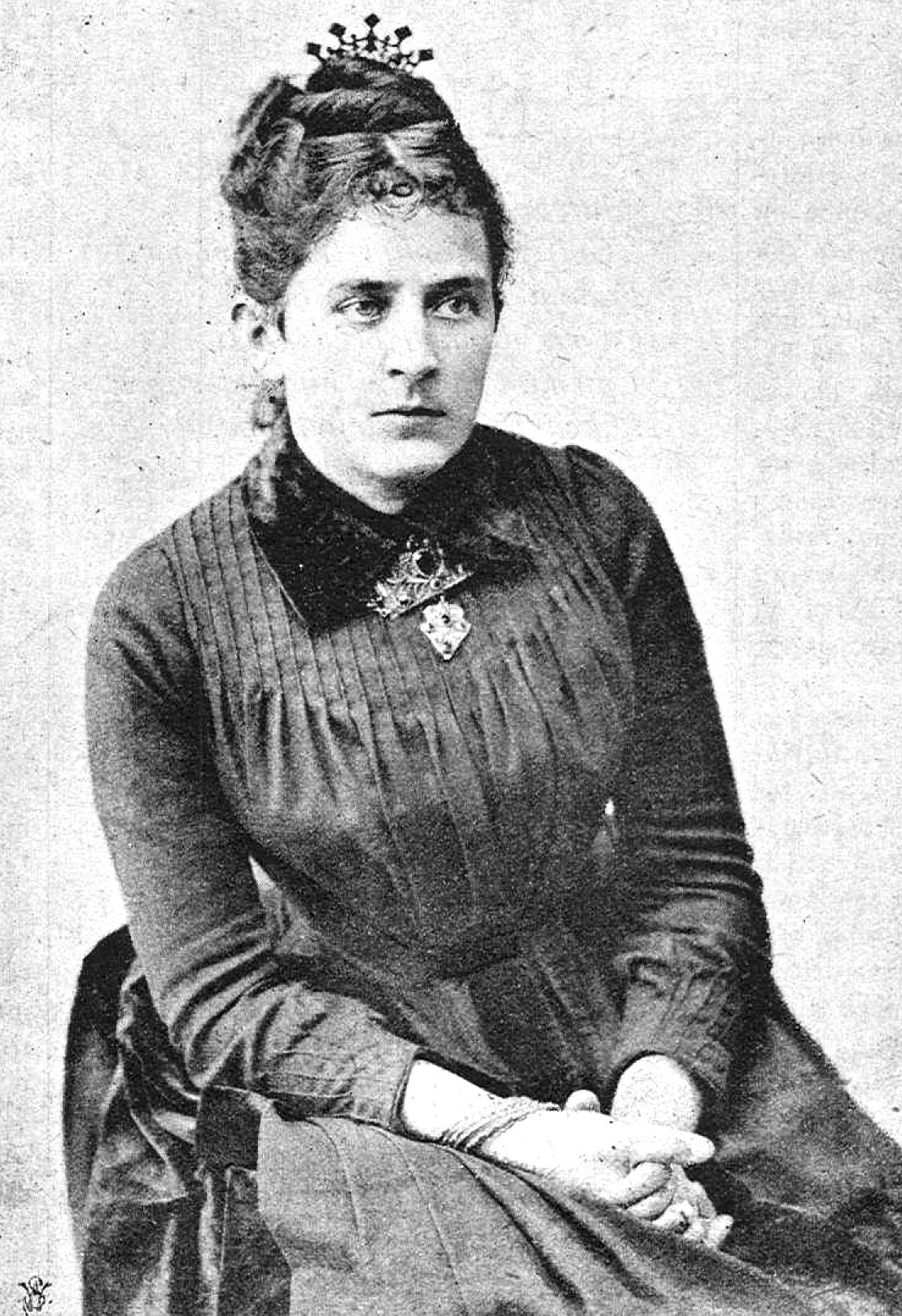
Emma Sparre: Idun 1890, nr 23

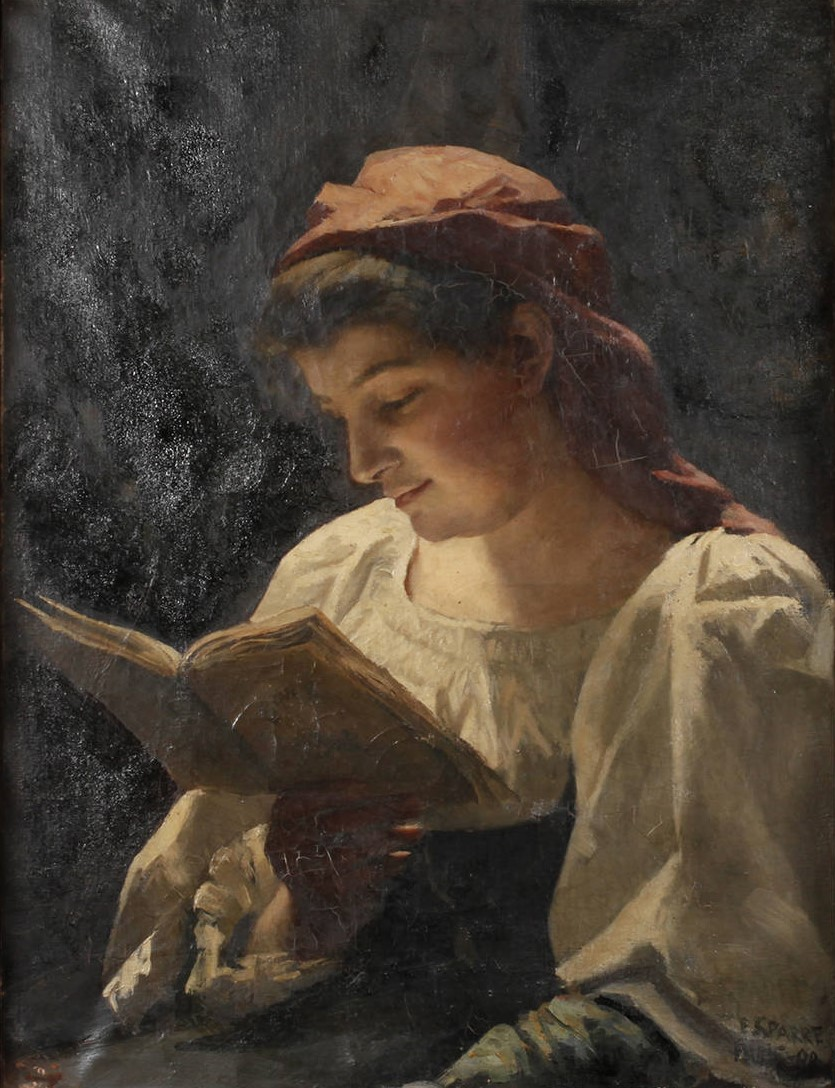
Emma Sparre: Lesendes Mädchen

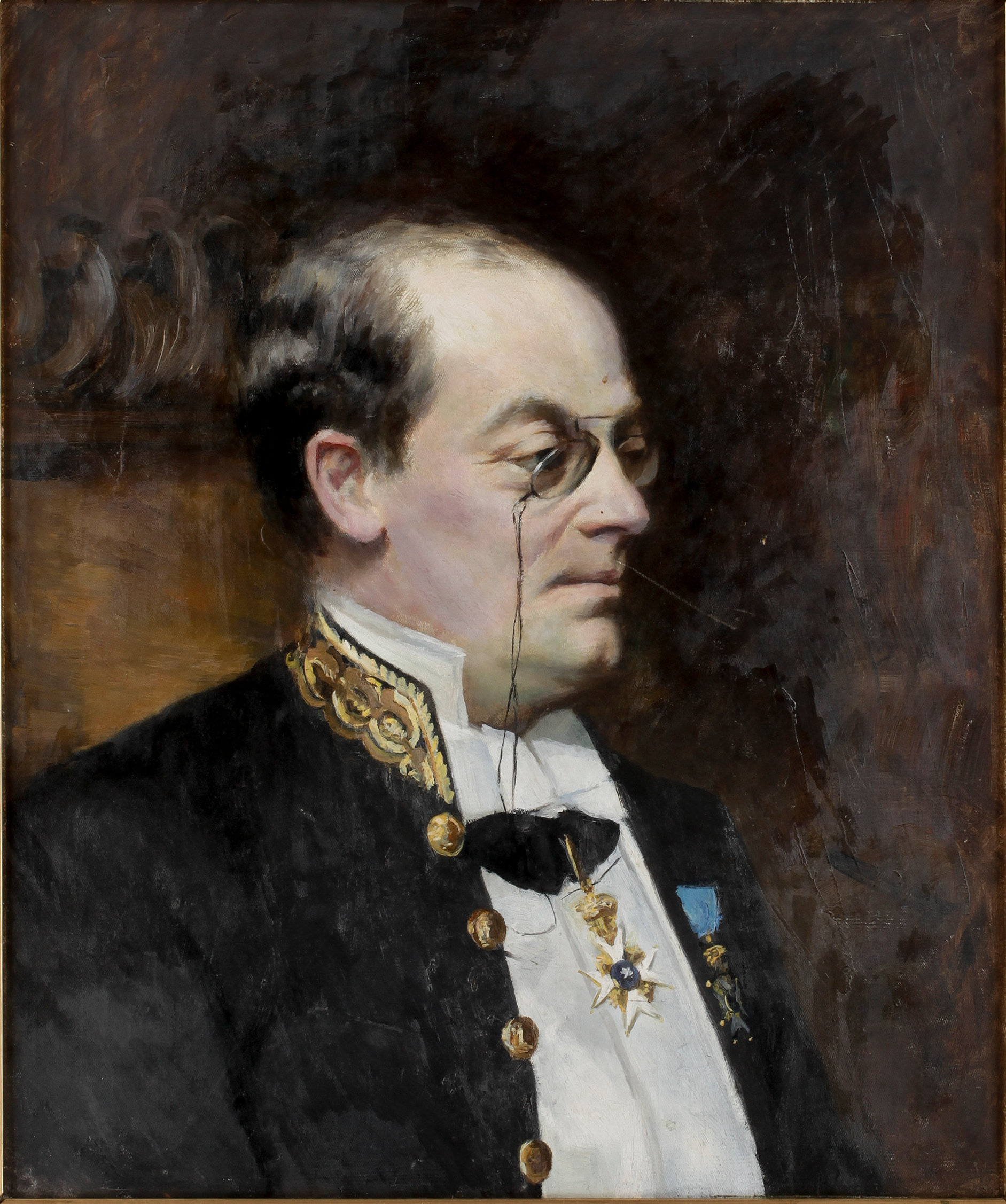
Emma Sparre: Bildnis Hans Wachtmeister (1851–1929)

## Leben
Emma war die Tochter von Henrik Munktell (* 1804 in Kopparberg; † 1861), Besitzer einer Papiermühle, die sein Großvater Johan Munktell 1740 gegründet und die er 1834 übernommen hatte. Er war außerdem ein begabter Amateurmusiker, sowohl Pianist als auch Dirigent und Mitglied der Harmonischen Gesellschaft (Harmoniska Sällskapet) in Stockholm. Die Mutter war Christina Augusta, geborene Eggertz (* 1818 in Falun; † 1889 in Stockholm).
Als der Vater starb, zog die Mutter mit Emma, Sohn Henrik (1841–1906) und den Töchtern Amalia (1846–1916) und Helena (1852–1919) nach Stockholm. Von hier aus leitete sie die Papiermühle weiter und unterhielt einen Salon, der vor allem von Musikern besucht wurde. In Stockholm studierte Emma zunächst privat Malerei bei August Malmström, dann an der Kunstakademie. Anschließend hielt sie sich studienhalber in Düsseldorf auf, wo bereits Malmström 1856/57 studiert und 1858 im Atelier von Hans Fredrik Gude gearbeitet hatte. Wie der Lehrer reiste sie nach Rom und nach Paris, wo sie ein Atelier anmietete und sich privat bei den Malern Gustave Courtois und Pascal Adolphe Dagnan-Bouveret weiterbildete. Hier war sie unter anderem mit der norwegischen Malerin Marie Kathrine Helene Tannaes (1854–1939) befreundet, die 1885 und 1888 bei Courtois studierte.
1870 heiratete sie den Bildnis- und Historienmaler Carl Freiherr von Sparre (1839–1910) und übernahm den Adelstitel „Friherinna“ (Freifrau/Baronin). 1867 war Sparre Privatschüler von Ferdinand Fagerlin in Düsseldorf gewesen und arbeitete anschließend in Paris. Die Ehe wurde 1891 geschieden. Die gemeinsame Tochter Märta, verheiratete Améen (* 1871 in Wien; † 1940 auf Gut Barksäter bei Katrineholm), machte sich einen Namen als Malerin und Bildhauerin.
Emma Sparre kehrte um 1890 nach Schweden zurück und ließ sich 1897 das Haus Solgården am Siljansee in Dalarna nach einem Entwurf des Cousins ihres Schwiegersohns, Gustaf Améen (1864–1949), errichten. Hier wurde sie von vielen berühmten Gästen besucht, unter ihnen Selma Lagerlöf und Anders Zorn.
Als Malerin wählte Emma Sparre ihre Motive aus Märchen und Sagen, wandte sich jedoch zunehmend auch der Landschafts- und vor allem der Bildnismalerei zu. Eine Komposition ihrer Schwester Helena, „Isjungfrun“ (Die Eisjungfrau), opus 20, 1889, für die Emma Sparre das Libretto schrieb, hat auch eine Entsprechung in ihrem Gemälde „Isdrottningen“ (Die Eiskönigin), das 1893 auf der Weltausstellung in Chicago gezeigt wurde. Texte verfasste sie auch für die Komposition „Jul“ (1913) und für einige Lieder ihrer Schwester. Das Cover der 2005 erschienenen CD mit den Orchesterwerken von Helena Munktell ist mit einem Landschaftsgemälde der Schwester illustriert.

## Werk (Auswahl)
- „I ro“, (In Frieden), 1882
- „Interiör av Karl IX:s sängkammare på Gripsholm“ (König Karls IX. Schlafzimmer in Schloss Gripsholm), 1884, Öl/Lwd., 65,5 × 54 cm: Stockholm, Nationalmuseum (NM 4681)
- „Konstnärinnans moder“ (Bildnis der Mutter), 1885
- „Flicka vid klippor“ (Mädchen auf den Klippen), 1886, Öl/Lwd., 67 × 54 cm
- „Porträtt av fru Evine Röhss, gift med godsägare Harald Röhss, Munkeberg, Västergötland“ (Bildnis Evine Röhss, verheiratet mit Harald Röhss), 1886, Öl/Lwd., 126 × 88 cm
- „Trollbunden“ (Gebannt; nach einer Sage aus Dalarna), 1887
- „Bildnis der Schauspielerin Anna de Wahl (1844–1889)“, Öl/Lwd., 41 × 32,5 cm
- „I tankar – Kvinna med blomster“ (In Gedanken – Junge Frau mit Blumen), 1880/90, Öl/Lwd., 116 × 73 cm
- „Modlös“ (Mutlos), 1890
- „I tankar“ (In Gedanken), 1892, Öl/Lwd., 91 × 65 cm
- „Kvinna i vitt“ (Mädchen in Weiß), 1892; ausgestellt: Kunstausstellung der Weltausstellung Chicago 1893
- „Friherrinnan“ (Die Baronesse), 1895
- „Bildnis Hans Wachtmeister (1851–1929)“, schwedischer Finanzminister
- „Grupporträtt av familjen Wachtmeister af Johanneshus“ (Gruppenporträt des Hans Wachtmeister af Johanneshus mit seinen Söhnen), 1896[5]
- „Överraskningen“ (Die Überraschung), Oil on Canvas, 36 × 45 cm

## Ausstellungsbeteiligungen
- Paris, Kunstausstellung der Weltausstellung 1878
- Göteborg (Göteborgsutställningen) 1881 und 1891
- Stockholm, Akademieausstellung (Kungliga Akademien för de fria konsterna) 1885 und 1887
- Paris, Salon 1887
- Kopenhagen, Nordische Kunst- und Industrieausstellung 1888
- Stockholm, Gesellschaft Neue Idun (Sällskapet Nya Idun) 1888: „Bildnis“[6]
- Paris, Kunstausstellung der Weltausstellung 1889 (Medaille)
- Internationale Kunst-Ausstellung veranstaltet vom Verein Berliner Künstler anlässlich seines fünfzigjährigen Bestehens, Berlin 1891: Emma Sparre, Paris. 3612. „Portrait meiner Mutter“, 3613. „Junges Mädchen, Studie“, 3614 „Inneres des alten Schlosses zu Gripsholm in Schweden“
- Chicago, Kunstausstellung der Weltausstellung 1893
- Paris, Neuer Salon 1890 und 1897
- Stockholm, Ausstellung der Schwedischen Künstlervereinigung (Svenska Konstnärernas Förening (SKF)) 1900
- Helsingborg, Ausstellung schwedischer Kunst (Svensk konst) 1903
- Stockholm, Ausstellung der Schwedischen Künstlerinnenvereinigung (Föreningen Svenska Konstnärinnor) in der Kunstakademie 1911